# Zavarickit
Zavarickit (Dolomanova a kol., 1962), chemický vzorec BiOF, je čtverečný minerál. 

## Morfologie
Tvoří celistvé nebo jemně zrnité agregáty, povlaky, náteky na krystalech bismutu a bismutinu a pseudomorfózy po nich. 

## Vlastnosti
- Fyzikální vlastnosti: Tvrdost 2–2,5, hustota 7,881 g/cm³

- Chemické vlastnosti:

- Optické vlastnosti: Barva: šedá, ve velmi tenkých vrstvách prosvítá, má polokovový až mastný lesk.

## Naleziště
U nás nalezen na Cínovci, v Horní Krupce ve štole Martin a Horním Slavkově ve směsi s preisingeritem, bismutitem a bismutem v křemenné žílovině na Hubrově pni. Vzácný je z Moldavy v Krušných horách. Původně popsán z ložiska Šerlovaja Gora (oblast Adun Čilon, Zabajkalí, Rusko) jako pseudomorfózy po bismutinu v oxidační zóně křemen – topas – sideritových greisenů bohatých na minerály fluoru a bismutu (topaz, fluorit, bismutin, bismut, galenobismutit).